# Hylocereus guatemalensis
A Hylocereus guatemalensis egy ritkán termesztett epifita kaktusz.

## Elterjedése és élőhelye
Guatemala; Mexikó: Chiapas állam. Síkvidéki erdőkben és völgyekben elterjedt, ahol van száraz évszak is.

## Jellemzői
3–5 m magas növény, tövén a hajtások kicsik és hengeresek, később három bordásak lesznek, 20–70 mm átmérővel, hajtásai fiatalon kékesek, később megzöldülnek, az élek világosak. Areolái 20 mm távolságban fejlődnek, tövisei száma 2-4, hegyesek, sötét színűek, 2–3 mm hosszúak. Virágai 300 mm hosszúak, fehérek, a külső szirmok pettyegettek, rózsaszínűek, a belsők lándzsa alakúak, fehérek. A bibe sárga. Termése 70 mm hosszú, nagyméretű pikkelyeket hordoz. Magjai feketék.

## Rokonsági viszonyai
A Hylocereus subgenus tagja.